# سيسيليو لاسترا
سيسيليو لاسترا (بالإسبانية: Cecilio Lastra)‏ مواليد 12 أغسطس 1951 في منطقة كانتابريا، إسبانيا، هو ملاكم محترف إسباني معتزل كان يصنف ضمن فئة وزن الريشة. حقق بطولة رابطة الملاكمة العالمية.

## إحصائيات
خاض خلال مسيرته 54 نزالا، فاز في 39 وتعادل في 2 وخسر في 13. فاز بالضربة القاضية في 24 نزالا.

## روابط خارجية
- سيسيليو لاسترا على موقع بوكس ريك (الإنجليزية) (registration required)